# Hormigón autocompactante

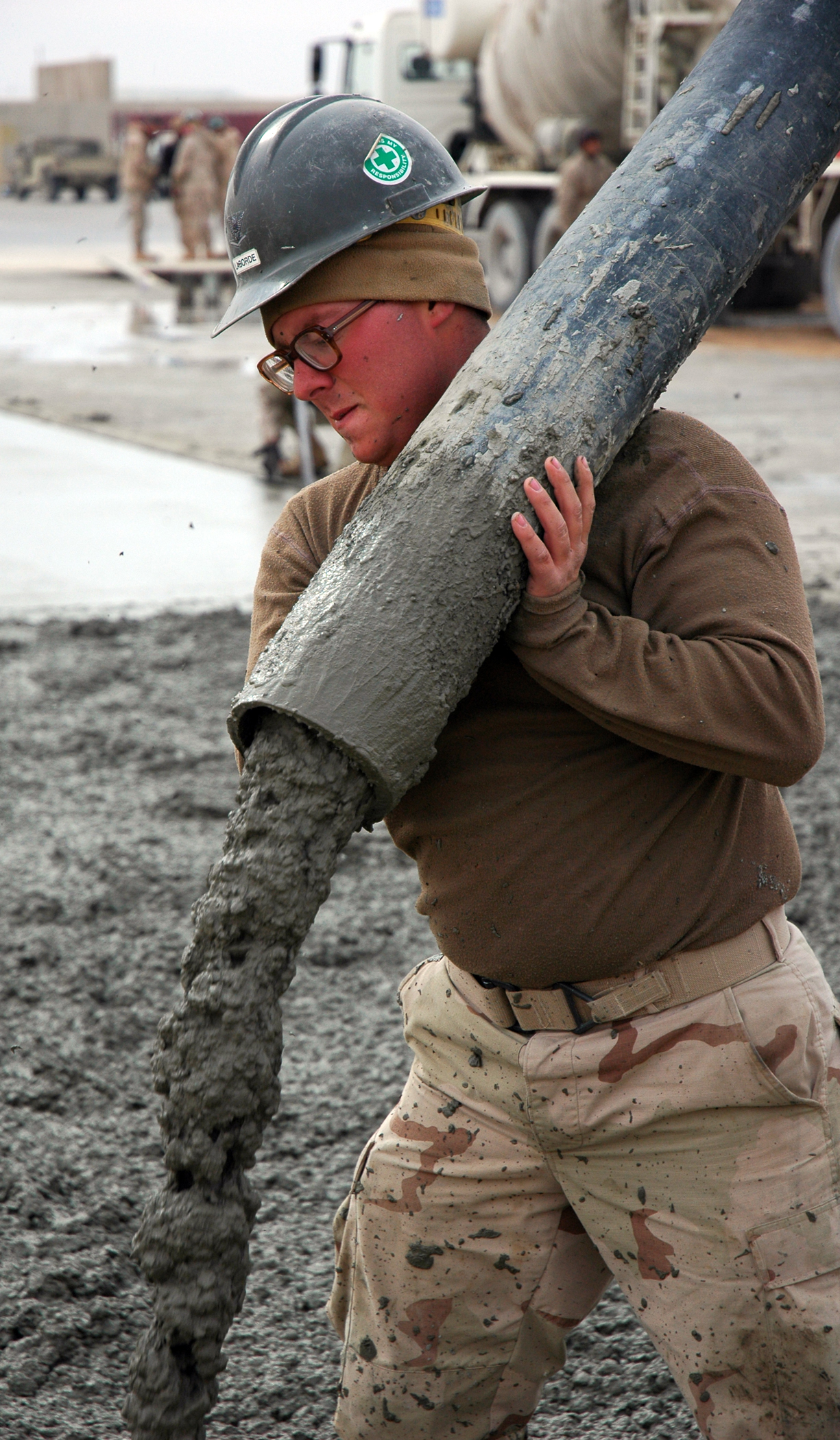
El hormigón autocompactante ahorra los medios mecánicos.

El Hormigón autocompactante (denominado también por sus siglas HAC o H 30 AC) es un tipo de hormigón que se caracteriza por la capacidad que tiene de fluir y rellenar cualquier parte del encofrado solamente por la acción de su propio peso, sin ser necesaria una compactación por medios mecánicos, y sin existir bloqueo ni segregación: de ahí su denominación auto-compactante. Este tipo de hormigón discurre entre los encofrados y las armaduras sin la necesidad de aplicar medios de compactación internos o externos y manteniéndose, durante su puesta en obra, homogéneo y estable sin presentar segregaciones. 
Este tipo de hormigones requiere dosificación muy controlada de sus componentes. En relación con otros hormigones, los autocompactantes poseen un mayor contenido de finos (grava con menos de 125 nm). El coste de este tipo de hormigones es mayor, sin embargo es más sencillo de operar con él, debido a la ausencia de vibrado o de máquinas compactantes. 

## Historia
Debido a las características seísmicas El primer caso de hormigón autocompactante se produjo en Japón en el año 1986, por el profesor Hajima Okamura del Department of Civil Engineering University of Tokio. Este primer hormigón autocompactante empleaba escoria granulada procedente de los alto horno y cenizas volantes junto con un aditivo químico específico denominado superplastificante (3% del contenido de cemento).